# Голиш Григорій Михайлович
Григорій Михайлович Голиш (нар. 4 березня 1949 р., с. Деньги Золотоніського району Черкаської обл.) — український історик, педагог, кандидат історичних наук, доцент, почесний краєзнавець України.

## Освіта, службова кар'єра, громадська діяльність
У 1970 році закінчив з відзнакою історичний факультет Полтавського державного педагогічного інституту ім. В. Г. Короленка. Від 1970 до 1971 працював учителем історії й німецької мови Річицької середньої школи Ратнівського району Волинської області. Після служби в Збройних Силах від 1972 року — учитель Чапаєвської середньої школи Золотоніського району Черкаської обл., а з 1985 по 1998 роки — директор цього закладу. Упродовж трьох років обіймав посаду заступника голови Золотоніської райдержадміністрації (Черкаська обл.) з політико-правових і гуманітарних питань, а з 2000 року працював у Черкаському національному університеті ім. Б. Хмельницького старшим викладачем, доцентом кафедр історії. Викладав загальну історію, спеціальні історичні дисципліни, історію історичної науки, історіографію, етнокультурологію та ін. Від 2008 року й дотепер — директор наукової бібліотеки ім. Михайла Максимовича Черкаського національного університету ім. Б. Хмельницького.
Обирався депутатом  Золотоніської районної та Черкаської обласної рад. Член національних спілок журналістів та краєзнавців України. Входить до складу секретаріату обласної організації НСЖУ, очолює роботу первинної організації НСЖУ Черкаського національного університету ім. Б. Хмельницького, обирався членом правління обласної організації НСКУ та Черкаського обкому профспілки працівників освіти і науки. Від 2023 року очолює Золотоніську районну організацію НСКУ.

## Науково-творчі досягнення
У 2004 році захистив кандидатську дисертацію на тему «Становище неповнолітніх громадян України в період німецько-радянської війни 1941—1945 рр.» (науковий керівник — докт. іст. наук О. Є. Лисенко), а через рік здобув вчене звання доцента. У колі наукових інтересів — історичне краєзнавство, спеціальні історичні дисципліни, воєнна історія, історія освіти, біографістика. На сьогодні творчий доробок становить понад 600 публікацій, у тому числі — 20 окремих видань: монографій, підручників, посібників, науково-популярних та публіцистичних книг (частина — у співавторстві), а також наукових, методичних та публіцистичних статей і тез. Учасник роботи близько 100 науково-практичних конференцій та симпозіумів різного рівня. Виступив науковим редактором понад 60 видань, входить до складу редколегії наукового часопису "Вісник Черкаського університету. Серія Історичні науки". Став науковим керівником чи опонентом восьми дисертаційних праць.

## Нагороди
- Значок «Відмінник народної освіти» (1981)
- Лауреат премії імені Народного вчителя О. А. Захаренка (2006)
- Лауреат премії імені Михайла Максимовича (2008)
- Нагрудний знак «Петро Могила» (2009)
- Посвідчення «Почесний краєзнавець України» (2011)
- Медаль «За вірність традиціям» (2012)
- Медаль «За вірність заповітам Кобзаря» (2014)
- Медаль «За збереження історії» (2014)
- Медаль «Ветеран танкових військ» (2014)
- Знак «Черкаської області 60 років» (2015)
- Знак «Почесна відзнака ректора ЧНУ ім. Б. Хмельницького» (2017)
- Відзнака  «За особливі заслуги перед Черкащиною» (2019)
- Відзнака «За відданість справі» (2019)
- Ювілейна відзнака «200 років з Дня народження Т. Г. Шевченка» (2019)
- Премія імені академіка Петра Тронька (2020)[1]
- Журналістська премія «Прометей» (2020)
- Краєзнавча премія імені Михайла Пономаренка (2020)
- Медаль Івана Франка (2021, НАПН України)
- Медаль Богдана Хмельницького (2021, в/о "Країна")
- Благословенна грамота Митрополита Київського і всієї України Єпіфанія (2023)
- Лауреат премії "Інформаційна передова Черкащини" (2023)
- Медаль "За сумлінну працю" (Черкаська міська рада, 2024)
- Почесна відзнака ректора ЧНУ ім. Б. Хмельницького "За розбудову університету" (2024)

Почесні грамоти: Міністерства освіти і науки України, Національної академії педагогічних наук України, Федерації профспілок України, ЦК профспілки працівників освіти і науки, Національної спілки журналістів України, Черкаської облдержадміністрації та обласної ради, Черкаської обласної ради, Черкаського обкому профспілки працівників освіти й науки, Золотоніської райдержадміністрації і районної ради, Черкаського національного університету ім. Б. Хмельницького, обласної організації НСКУ та ін., 

## Основні праці

### Окремі видання
1. Золотоніщина в роки Великої Вітчизняної війни 1941—1945 рр. : докум., спогади, статті. — Черкаси: Черкаський ЦНТЕІ, 2000. — 260 с. : іл.
2. У вирі війни. Становище неповнолітніх громадян України в 1941—1945 рр. : моногр. — Черкаси: Черкаський ЦНТЕІ, 2005. — 320 с. : іл.
3. Основи нумізматики: навч. посіб. : 2-ге вид., доп. і випр. — Черкаси: Черкаський ЦНТЕІ, 2006. — 318 с.
4. Подорож Златокраєм. Нарис історії і сьогодення Золотоніського району (у співавт.). — Черкаси: Вертикаль, 2008. — 572 с. : іл.
5. Крізь роки й епохи. Історія і сучасність Чапаєвської школи. — Черкаси: Вертикаль, 2010. — 284 с. : іл.
6. Історична бібліографія: навч.-метод. посіб. — Черкаси: В-во ЧНУ ім. Б. Хмельницького, 2011. — 56 с.
7. Черкаський педагогічний інститут на шпальтах газети «Черкаська правда» 1954—1991 рр. : матеріали прес-моніторингу. — Черкаси: В-во ЧНУ ім. Б. Хмельницького, 2012. — 208 с.
8. Покликані високим і вічним. Викладачі Черкаського національного університету ім. Б. Хмельницького — члени національних творчих спілок України. — В-во ЧНУ ім. Б. Хмельницького, 2013. — 172 с. : іл.
9. Не підлягає забуттю: нацистський окупаційний режим на Черкащині (1941—1944): зб. наук. ст., матеріалів та спогадів (у спіавт.). — Черкаси : 2014. — ?
10. Він по-іншому жити не міг: книга-спогад про науковця й поета Валерія Шпака. — Черкаси: Вертикаль, 2010. — 284 с. : фото.
11. Украдене дитинство: діти і підлітки у роки Другої світової війни: зб. наук. ст., докум., матеріалів та спогадів (у співавт.). — Черкаси: Вертикаль, 2015. –192 с.
12. О. Є Лисенко: біобібліографічний покажч. — Київ: Інститут історії НАН України, 2015. — 100 с.
13. Краєзнавці Черкащини: біобібліографічний довід. (у співавт.) — Черкаси: Вертикаль, 2015. — 220 с.
14. Історія історичної науки від найдавніших часів до кінця ХІХ століття: підручник для студентів ВНЗ зі спеціальності «Історія». — Черкаси: Вертикаль, 2015. — 260 с. : іл.
15. Спокою в житті не знав: книга-спогад про освітянина Володимира Клименка. — Черкаси: Вертикаль, 2016. — 240 с. : фото.
16. 2300 вибраних мудрих думок про книгу і читання / упоряд. Г. М. Голиш, — Черкаси: Вертикаль, 2018. — 296 с. ISBN 978-617-7475-27-8
17. Подорож Златокраєм. Нарис історії Золотоніщини та її поселень від давнини до сьогодення: 2-ге вид. (у співавт.). — Черкаси: Вертикаль, 2018. — 580 с. : іл.
18. Пером публіциста: вибрані нариси, статті, інтерв'ю — Черкаси: Вертикаль, 2019. — 388 с. : фото.
19. Дмитро Лисун: від Гірників до Плешканів : докум. повість, спогади. — Черкаси: Вертикаль, 2020. — 270 с. : фото.
20. Черкаський національний університет імені Богдана Хмельницького на шпальтах провідних газет Черкащини 1992—2020 рр. : матеріали прес-моніторингу / авт.-упоряд. Г. М. Голиш, О. В. Ільченко. — Черкаси : Вертикаль, 2021. — 404 с.
21. Село Деньги в українській історії від давнини до сьогодення: люди і події : Історико-краєзнавчий нарис / Г. М. Голиш, А. Ю. Воропай, Л. Г. Лисиця. — Черкаси : Вертикаль, 2022. — 328 с. : іл., фото
22. Село Деньги в українській історії: поіменні таблиці і спогади : книга-додаток / Г. М. Голиш, А. Ю. Воропай, Л. Г. Лисиця. — Черкаси : Вертикаль, 2022. — 108 с.
23. Краєзначвий календар Золотоніщини / Г. М. Голиш. — Черкаси : Вертикаль, 2023. — 24 с.
24. Краєзначвий календар Золотоніщини / Г. М. Голиш. — Черкаси : Вертикаль, 2024. — 36 с.

### Статті
1. Експлуатація неповнолітніх громадян на території рейхскомісаріату «Україна» // Історія України. Маловідомі імена. Події, факти. — Київ, 2004. — Вип. 26. — С. 203—216.
2. Наслідки німецько-радянської війни для неповнолітніх громадян України // Український історичний журнал. — 2005. — № 3. — С. 37–49.
3. Ohne Recht auf Leben. Sowjetische Kriegsgefangene in den besetzen Gebieten der Ukraine (1941—1944) // Ich werde nie vergessen. Briefe der sowjetischen Kriegsgefangener 2004—2006. — Berlin, 2007. — S. 22–30.
4. Феномен наймолодших представників воєнного покоління: історіографія проблеми // Україна соборна: зб. наук. ст.- Київ, 2006. — Вип. 4., т. 1. — С. 278—287.
5. Трагедія знівеченого дитинства // Україна у Другій світовій війні: погляд з ХХІ ст. Історичні нариси: у 2 кн. — Київ, 2011. — Кн. 2. — С. 127—174.
6. Нумізматичні дослідження в сучасній українській історіографії: здобутки, проблеми, перспективи // Наукові записки з української історії: зб. наук. ст. — Переяслав-Хмельницький, 2013. — Вип. 33. — С. 207—214.
7. Відображення у творчості Т. Г. Шевченка систем соціального етикету імператорської Росії XIX ст. // Краєзнавча Шевченкіана України: матеріали XIII Всеукр. наук. історико-краєзнав. конф., присвяч. 200-річчю від дня народж. Т. Г. Шевченка, м. Канів, 24–25 жовт. 2014 р. — Черкаси, 2014. — С. 52–61.
8. Інформаційно-просвітницьке осердя університету // Вища школа. — 2016. — № 4. — С. 115—120.
9. Утілення ідей учнецентризму О. А. Захаренка в організаторсько-педагогічній діяльності В. Ф. Клименка // Вісник Черкаського університету. Серія Педагогічні науки. — 2017. — № 1. — С. 29–34.
10. Професору Перехресту О.Г. — 75 / О. Лисенко, Г. Голиш // Український історичний журнал.— 2023, №1.— С. 240–245.